# Rudky
Rudky (ukrainsk: Ру́дки, polsk: Rudki) er en by i Sambir rajon, Lviv oblast i Ukraine. Den er hjemsted for administrationen af Rudky urban hromada, en af hromadaerne i Ukraine. Byen har 5.278 (2021) indbyggere. I 2001 var befolkningstallet 4.942.

## Geografi
Rudky ligger langs motorvejen Ukraine (H13), Lviv – Sambir – Uzjhorod i en afstand 48 km fra det regionale centrum Lviv, 26 km fra distriktets centrum Sambir, og 200 km fra Uzjhorod.
 Den ligger ved det vigtigste europæiske vandskel, over floden Vyshnya (højre biflod til floden San).

## Galleri
- Den hellige eukaristies kirke
- Den hellige Jomfru Marias optagelse i kirken
- Kirke af den hellige Jomfru Marias fødsel
- Mindetavle for Alexander Fredro (1793-1876) ved Den romersk-katolske optagelseskirke i Rudky.